# The Man Who Sold the World
The Man Who Sold the World är ett album av David Bowie, utgivet i november 1970 i USA och i april 1971 i Storbritannien. Det spelades in i Trident Studios och Advision Studios i England. 
På den engelska utgåvans omslag poserar Bowie i klänning. USA-utgåvans omslag är tecknat av serietidningsmodell och troligtvis mindre kontroversiellt utformad för den amerikanska publiken. Skivan återutgavs i England september 1972 med ett annat omslag, där Bowie har antagit ett mer Ziggy Stardust-liknande utseende. The Man Who Sold The World producerades av Tony Visconti.
1990 återutgavs albumet av RykoDisc med fyra bonusspår.
Titellåten har flera artister gjort coverversioner av, bland annat det amerikanska grungebandet Nirvana som spelade in den på MTV Unplugged in New York.

## Låtlista
Samtliga låtar skrivna av David Bowie.
1. "The Width of a Circle" - 8:05
2. "All the Madmen" - 5:38
3. "Black Country Rock" - 3:34
4. "After All" - 3:53
5. "Running Gun Blues" - 3:12
6. "Saviour Machine" - 4:26
7. "She Shook Me Cold" - 4:13
8. "The Man Who Sold the World" - 3:57
9. "The Supermen" - 3:39

Bonusspår på RykoDisc återutgivning:

10. "Lightning Frightening" - 3:38 (Previous unreleased track from 1970)
11. "Holy Holy" - 2:20) (Single A-side from 1970)
12. "Moonage Daydream" - 3:52
13. "Hang Onto Yourself" - 2:51

## Singlar
- "Holy Holy"
- "All the Madmen"

## Medverkande
- David Bowie - sång, gitarr
- Mick Ronson - gitarr
- Tony Visconti - bas, piano, gitarr
- Mick Woodmansey - trummor
- Ralph Mace - Moog synthesizer